# Конрад XII фон Бемелберг-Хоенбург
Конрад XII фон Бемелберг-Хоенбург (на немски: Konrad XII von Bemelberg und Hohenburg; Konrad XII von Boyneburg Freiherr zu Bemelberg und Hohenburg; * 15 септември 1578, Вемдинг, Бавария; † 1626) от род „Бойнебург“, е фрайхер на Бемелберг-Хоенбург в Австрия.

## Произход
Той е единствен син на фрайхер Конрад XI фон Бемелберг „Млади“ (1552 – 1618) и първата му съпруга графиня Сибила фон Шварценберг (1557 – 1586), дъщеря на граф Ото Хайнрих фон Шварценберг (1535 – 1590) и Елизабет фон Бухберг (1537 – 1570). Внук е на фрайхер Конрад X фон Бемелберг-Хоенбург (1531 – 1591) и графиня Катарина фон Хелфенщайн (1532 – 1578).
Баща му се жени втори път на 11 юли 1588 г. в Аугсбург за графиня Анна Мария Фугер-Кирхберг-Вайсенхорн (1563 – 1592). Полубрат е на фрайхер Йохан фон Бемелберг, господар на Еролцхайм и Бисинген (* 1589), женен 1616 г. за графиня Катарина фон Монфор-Тетнанг.

## Фамилия
Конрад XII фон Бемелберг-Хоенбург се жени 1604 г. за Анна Констанция фон Фюрстенберг-Хайлигенберг, ландграфиня на Баар (* 2 април 1577; † 1659), вдовица на граф Рудолф II фон Хелфенщайн-Визенщайг (1560 – 1602), дъщеря на граф Йоахим фон Фюрстенберг-Хайлигенберг (1538 – 1598) и богатата графиня Анна фон Цимерн (1545 – 1602). Те имат пет деца:
- Конрад XIII фон Бойнебург († 1610)
- Мария Констанция фон Бойнебург, омъжена за фон Волкенщайн-Тростбург
- Изабела Серафина фон Бемелберг († 30 май 1668), омъжена на 11 октомври 1637 г. в Инсбрук за граф Фердинанд II Максимилиан фон Тьоринг-Зеефелд (* ок. 1607; † 31 декември 1681, Зеефелд)
- Анна Катарина фон Бойнебург, омъжена за Николаус фон Лодрон
- Цецилия Радегундис фон Бемелберг-Хоенбург (* ок. 1622; † 1664, замък Бург Шена, Тирол), омъжена ок. 1645 г. за граф Максимилиан фон Лихтенщайн-Кастелкорн (* 1611, Грац; † 1675)